# 坂本直澄
坂本直澄（さかもと なおすみ、1765年（明和2年）-1816年（文化13年））は、土佐藩の郷士で、才谷屋坂本家の分家2代目当主、通称は八蔵（はちぞう）。

## 概要
坂本兼助直海と坂本和佐の子息。父親の友人の井上好春の長女・坂本久と結婚し、一人娘の坂本幸をもうけた。
幸以外の子供がおらず、坂本直足を婿養子として出迎える。
直足と娘の幸の間に2男3女の子宝ができて祖父として恵まれたが、末孫で次男の坂本龍馬が生まれる前に、1816年（文化13年）8月4日に、52歳で病没。
丹中山坂本家墓地に葬られた。